# Psilothecium incurvum
Psilothecium incurvum är en svampart som beskrevs av Clem. 1903. Psilothecium incurvum ingår i släktet Psilothecium, ordningen disksvampar, klassen Leotiomycetes, divisionen sporsäcksvampar och riket svampar.   Inga underarter finns listade i Catalogue of Life.